# Swissmem
Swissmem ist der Verband der Schweizer Tech-Industrie (Maschinen-, Elektro- und Metall-Industrie sowie verwandte Technologiebranchen). Er vertritt die Interessen der MEM-Industrie in Wirtschaft, Politik und Öffentlichkeit und fördert die Wettbewerbsfähigkeit seiner rund 1‘400 Mitgliedfirmen mit bedarfsgerechten Dienstleistungen. Diese umfassen Aus- und Weiterbildungen für Mitarbeitende der Branche, Beratungen, Netzwerke sowie eine Ausgleichskasse.
Seit 2021 ist Martin Hirzel Präsident von Swissmem. Direktor ist seit 2019 Stefan Brupbacher.
Swissmem hat ihren Hauptsitz in Zürich.

## Geschichte
Die Geschichte von Swissmem beginnt 1883 mit der Gründung des Vereins Schweizerischer Maschinen-Industrieller (VSM). Das Verbandsziel lautete: «Wahrung und Förderung der allgemeinen Interessen der schweizerischen Maschinenindustrie». Die Arbeitgeber der Maschinenindustrie gründeten 1905 deshalb aus den Reihen des VSM den Arbeitgeberverband der Schweizer Maschinenindustrie (ASM). Dieser sollte deren Interessen auf dem Gebiet der Sozialpolitik wahren. Seit 1999 treten die beiden Verbände unter dem gemeinsamen Namen Swissmem auf.
Im September 2006 haben die Mitglieder von ASM und VSM einer weiterführenden Integration zugestimmt. Anfang 2007 wurde der VSM in Swissmem umbenannt und hat alle Aktivitäten des ASM übernommen, ausser jenen im Zusammenhang mit dem Gesamtarbeitsvertrag (GAV) der Branche. Der ASM besteht rechtlich als eigenständige Organisation weiter und ist Vertragspartner im Gesamtarbeitsvertrag der Schweizer MEM-Industrie. Der GAV der MEM-Industrie ist traditionellerweise wegweisend für zahlreiche GAV der Schweiz und hat sich seit dem 1937 vereinbarten «Friedensabkommen» auf das heutige hohe Niveau weiterentwickelt.

## Mitglieder
Rund 1400 Firmen sind Mitglied von Swissmem. Dazu gehören ABB, Bucher, Bühler, Geberit, Georg Fischer, Hitachi Energy, Pilatus, Rieter, Schindler, Siemens, Stadler und viele mehr. 85 Prozent aller Swissmem-Mitglieder sind kleine und mittlere Unternehmen (KMU).
Mit rund 330'000 Beschäftigten, darunter über 15‘000 Lernende, gehört die MEM-Industrie zu den grössten Arbeitgebenden in der Schweiz. Die MEM-Industrie erwirtschaftet einen jährlichen Gesamtumsatz von über 90 Milliarden Schweizer Franken (2022). Das entspricht rund 7 Prozent (2022) des Bruttoinlandproduktes. Damit nimmt die MEM-Industrie in der schweizerischen Volkswirtschaft eine Schlüsselstellung ein. Mit Ausfuhren im Wert von 72,3 Milliarden Schweizer Franken (2022) leistet die Branche fast ein Drittel der gesamten Güterexporte.

## Dienstleistungen

### Interessenvertretung
Swissmem ist die Stimme der schweizerischen MEM-Industrie in Wirtschaft, Politik und Öffentlichkeit und macht sich für die Anliegen der Branche stark. Der Verband setzt sich für gute wirtschaftspolitische Rahmenbedingungen sowie einen liberalen Arbeitsmarkt ein und engagiert sich für eine konstruktive Sozialpartnerschaft.

### Bildung
Von der Grundbildung über Impuls-Seminare bis hin zur Managementausbildung bietet Swissmem auf unterschiedlichsten Ebenen praxisorientierte Bildungsangebote. Swissmem Berufsbildung ist das Kompetenzzentrum für die berufliche Grundbildung in den Berufen Anlagen- und Apparatebauer, Automatiker, Automatikmonteur, Konstrukteur, Elektroniker, Polymechaniker, Produktionsmechaniker und Mechanikpraktiker. Das Kompetenzzentrum unterstützt die Unternehmen mit vielfältigen Angeboten in der Ausbildung von Lernenden und Berufsfachleuten. Mit der Swissmem Academy betreibt der Verband ein eigenes Bildungszentrum. Das Angebot umfasst Lehrgänge, Seminare und firmeninterne Trainings. Es steht grundsätzlich allen offen. Mitarbeitende aus Swissmem-Mitgliedfirmen profitieren von speziellen Konditionen.

### Beratung
Den Mitgliedern von Swissmem stehen zudem Beratungen in den Bereichen Arbeitsrecht, Wirtschafts- und Vertragsrecht, Umweltrecht, Energieeffizienz sowie zum Wissens- und Technologietransfer zur Verfügung.

### Netzwerke
Die Swissmem-Mitglieder sind Teil eines breiten Branchennetzwerks. Die einzelne Sub-Branchen innerhalb der MEM-Industrie vereinigen sich in insgesamt 28 Industriesektoren. Jeder Industriesektor organisiert sich selbst und funktioniert innerhalb von Swissmem weitgehend autonom. Einen Schwerpunkt der Industriesektoren bilden der Erfahrungsaustausch und die Vernetzung. Sie erheben zudem marktrelevante Kennzahlen und Daten. Wichtig sind auch Marketingaktivitäten und Viele Industriesektoren sind zudem Mitglied bei europäischen oder globalen Dachverbänden.
Die Industriesektoren:
- Antriebstechnik
- Assembly and Factory Automation
- Additive Manufacturing
- Automotive
- Dimensionelle Messtechnik
- Fluidtechnik
- Graphische Maschinen
- Intralogistik, Verpackungs- und Fördertechnik
- Kompressoren, Druckluft- und Vakuumtechnik
- Kunststoffmaschinen
- New Energy Systems
- Photonics
- Präzisionswerkzeuge
- Pumpentechnik
- Raumfahrttechnik
- Schweiss- und Schneidtechnik
- Swiss Additive Manufacturing Group
- Swiss Airport Suppliers
- SWISS ASD
- Textilmaschinen
- Transmission und Distribution
- Umwelttechnik
- Verbrennungsmaschinen
- Verfahrenstechnischer Maschinen- und Apparatebau
- Werkzeug- und Formenbau
- Werkzeugmaschinen
- ZMIS

Swissmem organisiert jährlich den Swissmem Industrietag. Über 1'000 Entscheidungsträger aus Industrie, Wirtschaft und Politik tauschen sich über aktuelle Themen aus und nutzen den Anlass für ein intensives Networking.

### Sozialpartnerschaft
1937 vereinbarte der ASM mit den Gewerkschaften den ersten Gesamtarbeitsvertrag in der Schweizer MEM-Industrie. Dieser bildet seither das Kernelement der Sozialpartnerschaft und wird alle fünf Jahre neu ausgehandelt. Der aktuelle GAV ist seit 2023 in Kraft. Vertragspartner auf Arbeitnehmerseite sind die Organisationen Angestellte Schweiz, Kaufmännischer Verband Schweiz, SYNA und Unia.